# Giám mục chính tòa
Giám mục chính tòa, trong một số nhánh Kitô giáo, là chức giám mục (hoặc tổng giám mục) lãnh đạo mục vụ của một giáo phận (hoặc tổng giáo phận) với những quyền và nghĩa vụ cụ thể và thúc tế với "tòa" của mình. Thuật ngữ "giám mục chính tòa" nhằm phân biệt với "giám mục hiệu tòa", là những giám mục chỉ có "tòa" tượng trưng. Trong mối liên hệ với các giám mục khác, giám mục chính tòa có thể đảm nhận chức giám mục đô thành hoặc trưởng giáo tỉnh (nếu ông là một tổng giám mục), và cũng có thể giữ nhiều vị trí khác nhau như hồng y hoặc thượng phụ (dành cho các giáo phận đặc biệt).